# Dactylamblyops pellucida
Dactylamblyops pellucida är en kräftdjursart som beskrevs av Yakov Avadievich Birstein och Tchindonova 1958. Dactylamblyops pellucida ingår i släktet Dactylamblyops och familjen Mysidae. Inga underarter finns listade i Catalogue of Life.